# Mikołaj Śmietanka
Mikołaj Śmietanka z Trębaczowa herbu Korczak – sędzia ziemski chełmski w 1535 roku, wojski chełmski w latach 1520–1535, pisarz i dworzanin królewski w 1524/1525 roku.
Był posłem Zygmunta I Starego na sejmik w Bełzie w latach 1515, dwukrotnie w 1534 roku, na sejmik w Krasnymstawie latach 1524 i 1527.
Poseł na sejm piotrkowski 1524/1525 roku z ziemi chełmskiej.